# Het Jongste Werelddeel
Het Jongste Werelddeel (Engels: The Last Continent) is het 22e deel uit de Schijfwereld serie van de Britse schrijver Terry Pratchett. Het boek is een vervolg op Interessante Tijden, waarin tovenaar Rinzwind per ongeluk naar het continent XXXX (IksIksIksIks) werd getoverd.

## Samenvatting
De bibliothecaris van de Gesloten Universiteit is al vele jaren een Orang-oetan; het gevolg van een ongeluk in de met toverkracht bezwangerde bibliotheek van de tovenaarsschool. Het bevalt hem wel om een mensaap te zijn en daarom weigert hij zich weer in een mensvorm te laten toveren. Maar nu is hij ziek: telkens wanneer hij niest verandert hij van gedaante. De boeken in de bibliotheek worden opstandig zonder de zorg van de bibliothecaris, dus proberen de andere tovenaars hem te genezen. Maar hiervoor moeten ze weten wat de naam van de bibliothecaris is. Deze heeft alle aanwijzingen naar zijn naam vernietigd, omdat hij niet wilde dat de tovenaars hem toch weer in een mens zouden veranderen.
Rinzwind was een tijd de assistent van de bibliothecaris, dus misschien weet hij diens echte naam. Omdat ze hem jaren geleden per ongeluk naar continent IksIksIksIks hebben getoverd, besluit aartskanselier Mustrum Riediekel met een groep tovenaars daarnaartoe te gaan om Rinzwind te zoeken.